# King George VI Provincial Park
Der King George VI Provincial Park (auch King George VI Park) ist ein nicht ganz 162 Hektar (ha) großer Provincial Park im zentralen Süden der kanadischen Provinz British Columbia, südlich der Gemeinde Rossland.
Die nächstgelegenen Provinzparks sind in Richtung Norden, an der Einmündung des Highway 3B in den Highway 3, der Nancy Greene Provincial Park und in östlicher Richtung, am Rande der Gemeinde Montrose, der Beaver Creek Provincial Park.

## Anlage
Der Park liegt östlich des Highway 22 im Regional District of Kootenay Boundary, im südlichen Bereich der Monashee Mountains. Er liegt weniger als einen Kilometer nördlich der Grenze zwischen Kanada und den Vereinigten Staaten, an den südwestlichen Ausläufern des Mount Malde. Dabei steigt der Park von West nach Ost, von etwa 720 m Höhe auf etwa 1060 m Höhe, an.
Bei dem Park handelt es sich um ein Schutzgebiet der IUCN-Kategorie III (Naturdenkmal).
Der Park verfügt über keine touristische Infrastruktur. Lediglich zwei, nicht weiter ausgebaute, Trails queren den Park.

## Geschichte
Der Park wurde am 3. Mai 1937 als einer der Provincial Parks in British Columbia eingerichtet. Er gehört damit zum Dutzend der ältesten Parks innerhalb des Parksystems der Provinz. Seine Einrichtung und Benennung erfolgt zu Ehren der wenige Tage später erfolgenden Krönung von Georg VI. zum König des Vereinigten Königreichs Großbritannien und Nordirland und der Dominions. Im Laufe der Zeit wurden dabei sowohl seine Größe wie auch sein Schutzstatus geändert. Zuletzt wurde im Jahr 2000 die Rechtsgrundlage seiner Einrichtung geändert.
Wie jedoch bei fast allen Provinzparks in British Columbia gilt auch für diesen, dass die Gegend, lange bevor sie von europäischen Einwanderern besiedelt oder sie Teil eines Parks wurde, in diesem Fall Jagd- und Siedlungsgebiet verschiedener Gruppen der First Nations, hauptsächlich der Binnen-Salish (hier der Okanagan, der Secwepemc und der Sinixt), war.

## Flora und Fauna
Mit dem Biogeoclimatic Ecological Classification (BEC) Zoning System wird das Ökosystem von British Columbia in verschiedene biogeoklimatische Zonen eingeteilt. Biogeoklimatische Zonen zeichnen sich durch ein grundsätzlich identisches oder sehr ähnliches Klima sowie gleiche oder sehr ähnliche biologische und geologische Voraussetzungen aus. Daraus resultiert in den jeweiligen Zonen dann grundsätzlich auch ein sehr ähnlicher Bestand an Pflanzen und Tieren. Innerhalb dieser Systematik wird der Park der Interior Cedar—Hemlock Zone mit zwei verschiedenen Subzonen zugeordnet.
Entsprechend der Biogeoklimatische Zone kommen im Park unter anderem Riesen-Lebensbäume (im englischen Sprachraum wird Western Red Cedar genannt), Hemlocktannen und Westliche Balsam-Pappeln vor, aber auch seltenere Süßhölzer, Pfingst-Veilchen, Helmkräuter oder auch Schöne Seidenpflanzen. Auch der Krause Rollfarn und die Gewöhnliche Mahonie siedeln hier. Ebenfalls finden sich im Park auf Grund der Seidenpflanzen Monarchfalter. Es können Streifenkauze, Helmspechte und Rotnacken-Saftlecker beobachtet werden.